# نيك هاريسون
نيك هاريسون (3 فبراير 1992 بباث في المملكة المتحدة - )  (بالإنجليزية: Nick Harrison)‏ هو لاعب كريكت بريطاني. لعب مع نادي مقاطعة ورسسترشاير للكريكيت ‏.

## وصلات خارجية
- نيك هاريسون على موقع إي آس بي آن كريك إنفو (الإنجليزية)